# زامربرگ
زامربرگ (به آلمانی: Samerberg) یک شهر در آلمان است که در بایرن واقع شده‌است.

## خصوصیات
زامربرگ ۳۳٫۳۹ کیلومترمربع مساحت دارد ۷۰۰ متر بالاتر از سطح دریا واقع شده‌است.